# 永心寺 (新宿区)
永心寺（えいしんじ）は、東京都新宿区にある曹洞宗の寺院。

## 歴史
1604年（慶長9年）、明巌舜洞によって開山された。元々は現在の千代田区麹町に位置していたが、1634年（寛永11年）に現在地に移転している。
墓地には、「狂歌三内子」と称された女流狂歌師ひまの内子の墓があったというが、現在所在不明となっている。
四谷・市谷界隈には、どういうわけか狂歌師が多く住んでいた。居住者として、唐衣橘洲（からごろも きっしゅう）、大田南畝（おおた なんぽ）、朱楽菅江（あけら かんこう）、平秩東作（へづつ とうさく）、飛鹿馬蹄（とぶしか ばてい）などがいる。

## 交通アクセス
- 四谷三丁目駅3番出口より徒歩8分（経路案内）。